# 貝格維茨湖
51°47′41″N 12°35′19″E / 51.79472°N 12.58861°E

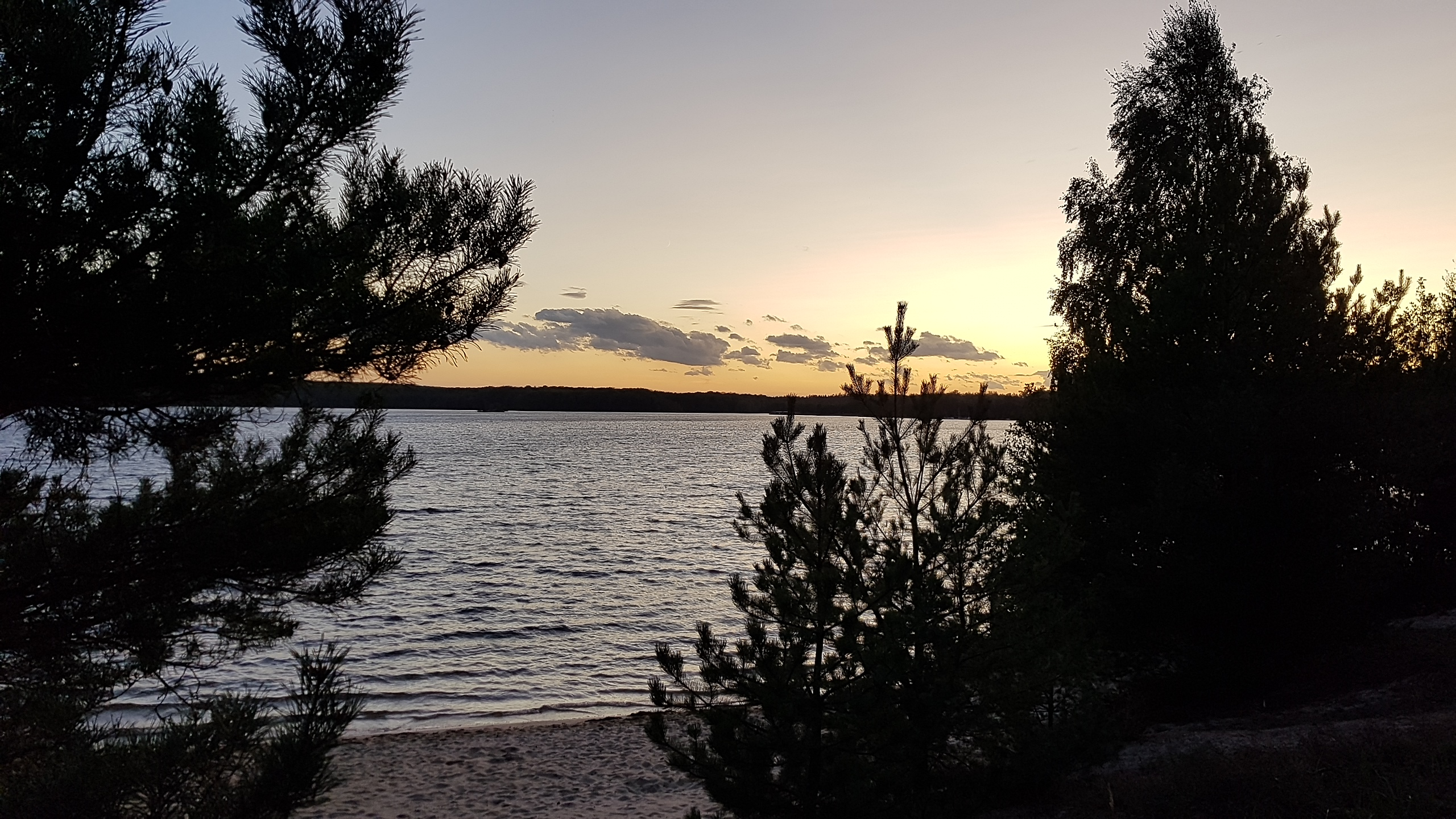

貝格維茨湖（德語：Bergwitzsee），是德國的湖泊，位於該國東北部，由薩克森-安哈爾特州負責管轄，處於維滕貝格縣，面積1.7平方公里，海拔高度65米，平均水深5至8米，最大水深18米，湖岸線長度8公里。